# Llanto sobre Cristo muerto (Nava del Rey)
Llanto sobre Cristo muerto es un grupo escultórico —de principios del siglo xvi— dentro de la corriente germano-flamenca; está tallado en  madera policromada; mide 125 x 180 cm. Su autor es el escultor anónimo conocido como Maestro de San Pablo de la Moraleja. La obra se encuentra en la capilla del beneficiado Pedro González de la iglesia de los Santos Juanes de la localidad vallisoletana de Nava del Rey, España.
Estuvo expuesto en Las Edades del Hombre de Valladolid El arte en la Iglesia de Castilla y León, 1988 con el título Llanto sobre Cristo muerto, número 91 del catálogo.

## Tema y descripción
El tema del Llanto sobre Cristo muerto estuvo muy difundido durante el Renacimiento y el Barroco con muchas variantes en la puesta en escena. Los personajes que forman un grupo de ocho son siempre los mismos aunque a veces no están todos. Representa una ceremonia de duelo y de unción que tuvo mucha importancia en el mundo bizantino.
Este grupo escultórico tiene una gran semejanza con el Llanto que hizo este mismo autor para la iglesia parroquial del monasterio de San Pablo de la Moraleja en la provincia de Valladolid. La posición es diferente ya que en este caso las cabezas forman una línea horizontal.
Por la posición del cristo, medio apoyado en las rodillas de su madre, parece como si en ese momento lo estuvieran colocando en el suelo; San Juan le sujeta la cabeza y en el lado opuesto la Magdalena le coloca los pies. A la derecha de San Juan está José de Arimatea y a la izquierda de María las otras dos Marías (Salomé o Cleofás) y junto a ellas Nicodemo que aprieta en su mano izquierda los tres clavos de la cruz. Arrodillada y a la altura de las piernas del cristo está María Magdalena. Todos se visten con ricos ropajes a la moda de la época, especialmente José de Arimatea y Nicodemo demostrando así su elevado nivel social. Siempre lleva barba uno de estos dos personajes, en este caso es José de Arimatea.
En este grupo se aprecia que en la anatomía del cristo hay ya una evolución hacia el naturalismo del Renacimiento. Teniendo en cuenta esta observación se puede aventurar la fecha de ejecución de entre 1500 y 1510.
Abajo y en cada esquina están las figuras de dos donantes en actitud de oración.

Llanto sobre Cristo muerto
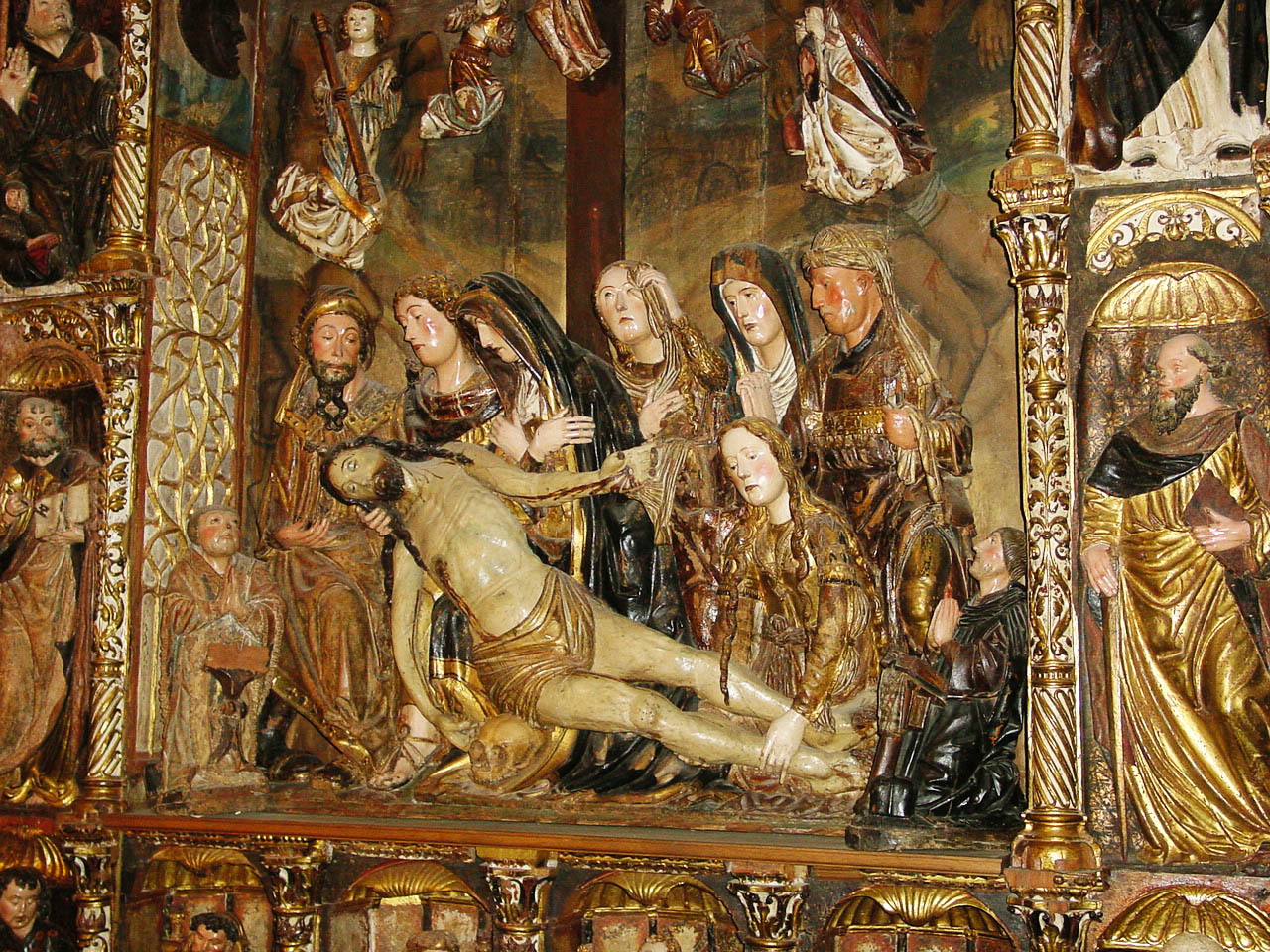
Autor: Maestro de San Pablo de la Moraleja